# Ophiactis definita
Ophiactis definita är en ormstjärneart som beskrevs av Jean Baptiste François René Koehler 1922. Ophiactis definita ingår i släktet Ophiactis och familjen bandormstjärnor. Inga underarter finns listade i Catalogue of Life.